# Alu (runico)

Il termine runico Alu

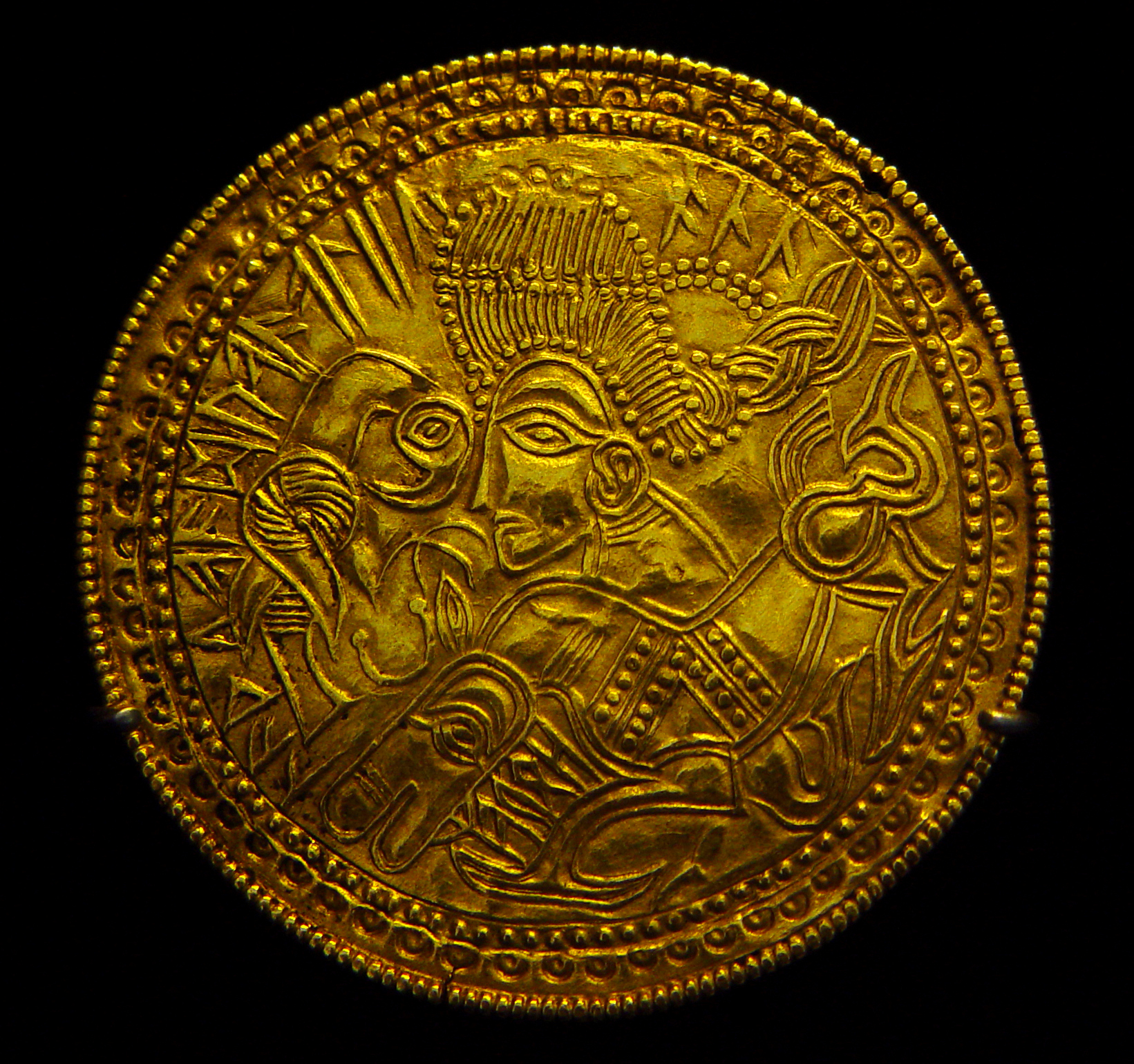
Moneta DR BR42, raffigurante il termine Alu

Alu è un termine germanico raffigurato su numerose iscrizioni runiche trovate in Europa centro-settentrionale, e datate tra il 200 e l'800. La parola, la più comune tra i primi termini runici, appare solitamente da sola (come sulla pietra runica di Elgesem) o come parte di quella che sembra essere una formula (come sull'amuleto di Lindholm (DR 261) ritrovato in Scania, Svezia). A volte viene abbreviato, cifrato o scritto con espansioni grammaticali. La sua origine ed il significato sono tuttora discussi, nonostante esista un certo accordo tra gli studiosi sul fatto che rappresenti un amuleto magico, o che sia una metafora (o una metonimia) dello stesso. L'uso del termine non resistette a lungo in seguito al periodo delle invasioni, probabilmente a causa della cristianizzazione dei Germani.

## Etimologia
Nonostante il significato letterale del termine alu venga generalmente accettato come "ale", ovvero "bevanda inebriante", i ricercatori preferiscono guardare più in profondità. Le prime etimologie proposte collegavano il termine al Proto-Germanico *aluh (amuleto, tabù) da *alh "proteggere". Le derivazioni dai dialetti germanici includono l'antico inglese ealh (tempio) , il gotico alhs (tempio) e il norreno alh (amuleto). Edgar Polomé propose inizialmente una connessione etimologica tra il germanico alu e l'ittita alwanza (affetto da stregoneria), a sua volta legato al greco alúõ (essere fuori di sé) ed al lituano aluôt (essere stravolto). Questa ipotesi venne in seguito smontata ed abbandonata dallo stesso Polomé, nonostante continuò a suggerire un comune denominatore semantico tra queste parole ed il runico alu.

## Teorie
Sono state proposte connessioni linguistiche tra questo termine ed il proto-germanico *aluþ, che significa "ale", e di conseguenza il termine viene a volte tradotto con il significato di "Ale", nonostante questo approccio linguistico sia stato criticato per le sue "cruciali difficoltà". Polomé afferma che il termine appartiene al "vocabolario tecnico operativo" dei popoli germanici, che originariamente si riferiva a "uno stato di estasi mentale prodotta da una bevanda potente" usata nei rituali religiosi del paganesimo germanico.
Il termine alu è stato trovato anche in alcune offerte votive in Rezia, nell'etrusco settentrionale. In questo caso il termine stava a significare "dedizione". È stato ipotizzato un legame tra questi oggetti ed il termine alu ritrovato nelle iscrizioni runiche. Secondo alcune teorie proposte, il termine entrò a far parte della lingua runica partendo proprio da questo luogo.

## Iscrizioni

### Bratteati
L'iscrizione alu appare sui seguenti bratteati: G 205, DR BR6, DR BR13, DR BR25, DR BR42, DR BR54, DR BR59, DR BR63A, DR BR67, DR EM85;123 e DR NOR2002;10.

#### G 205

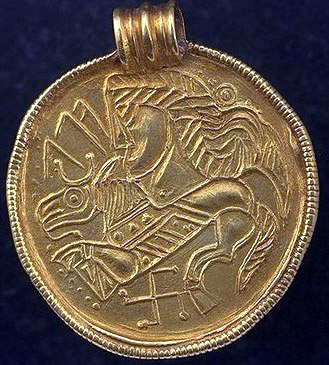
Bratteato G 205 raffigurante l'iscrizione Alu

Su un bratteato d'oro (G 205) scoperto a Djupbrunns, Hogrän, Stenkumla, (Svezia) si legge semplicemente Alu, Il ciondolo è stato datato attorno al 400. Il bratteato venne scoperto nello stesso luogo di un altro ciondolo d'oro (G 204) che riporta l'iscrizione ek erilaR. Attualmente questo oggetto si trova nel Museo storico di Stoccolma, in Svezia.

#### DR BR6
Un frammento di un bratteato (DR BR6 o DR IK166) scoperto a Skrydstrup, nel Jutland meridionale (Danimarca), e riporta il termine Alu. La traslitterazione dice:
lauk=az alu lauk=az alu
Che trascritto in Proto-norreno diventa:
Laukaz alu. Laukaz alu.
Il frammento è stato datato tra il 400 ed il 650. Oggi viene conservato nel Museo nazionale della Danimarca di Copenaghen.

#### DR BR42
Un bratteato scoperto sull'isola di Funen, in Danimarca, contiene un testo quasi incomprensibile. Parte del testo usa il termine alu insieme a quello che significa "L'Altissimo", uno dei nomi di Odino. Il bratteato si trova oggi preso il Museo nazionale della Danimarca.

### Pietre runiche

#### Pietra di Eggja

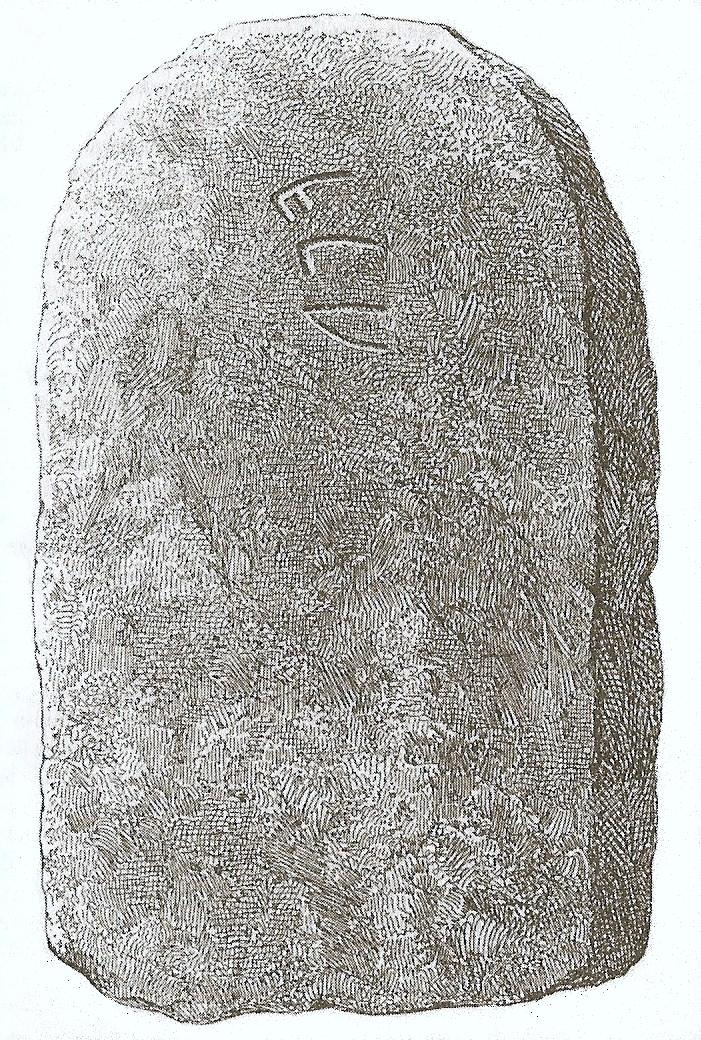
La pietra runica di Elgesem

Presso la fattoria Eggja, nella contea di Vestland (Norvegia), è stata portata alla luce una pietra runica datata attorno al VII o VIII secolo. Il terzo pannello, scritto in Fuþark antico, viene spesso interpretato come riportante la scritta alu.

#### Pietra runica di Elgesem
Un'iscrizione composta dal solo termine "alu" è stata trovata in un tumulo all'interno della fattoria di Elgesem, Vestfold, Norvegia, nel 1870. Questa pietra risale al 400 circa, p alta 172 centimetri, larga 90 e spessa 18. L'iscrizione è in senso antiorario e va letta dall'alto al basso.

#### Frammento di ardesia di Eketorp
Il frammento di ardesia di Eketorp (Öl ACTARC37;211 U) è una pietra runica rinvenuta ad Eketorp, in Svezia, e contiene un'antica iscrizione Fuþark in proto-norreno.
Le due righe dell'iscrizione dicono:
...alu k...
...gþutþ...

#### Pietra di Kinneve
La pietra di Kinneve (Vg 134) è un frammento (misura 7,4 x 5,0 x 2,0 cm) di steatite rossa datata attorno al 600. Venne trovato dal cappellano John Lagerblom nel 1843, nell'area del presbiterio (Prästgården) di Kinneve, Svezia. La pietra si trova oggi nella collezione del museo di Västergötland, Skara, Svezia. L'iscrizione è stata decifrata come:
...siz alu h
siz (siR - l'ultima runa corrisponde ad *Algiz) sta per Y. Kodratoff lo interpreta come finale del nome, e secondo lui la h finale rappresenterebbe la runa *Haglaz. Si è ipotizzato che l'iscrizione sia legata al culto funebre.

#### Pietra di Årstad
La pietra di Årstad è una pietra runica trovata nel 1855 nella fattoria di Årstad situata a Rogaland, Norvegia. Contiene 18-20 rune scritte in Fuþark antico, divise su tre linee. La seconda ria recita saralu, che alcuni studiosi dividono in sar e alu. Oggi la pietra si trova nella collezione di antichità del Museo di storia culturale di Oslo.

### Altro
L'iscrizione alu appare anche sui seguenti oggetti:

#### Nydam Mose

##### Freccia di Nydam
La freccia di Nydam (DR 13) è una freccia scoperta a Nydam Mose, nel Jutland meridionale, in Danimarca. Contiene l'iscrizione lua, interpretata come una versione distorta di alu. Risale al 200-350, ed oggi si trova presso il Museo di Vorgeschichtliche Altertümer a Kiel, in Germania.

##### Aste di freccia di Nydam
Le aste di freccia di Nydam (DR MS1995;344 e DR AUD1994;266) sono due aste scoperte a Nydam Mose, su cui si trova scritto rispettivamente la e lua. Entrambe sono state interpretate come versioni distorte di alu, anche se non esiste la certezza. Le aste risalgono al 300-350, e si possono vedere presso il Museo Nazionale Danese di Copenaghen.

##### Manico d'ascia di Nydam
Il manico d'ascia di Nydam (DR MS1995;341) è un manico in legno scoperto a Nydam Mose. Contiene un'iscrizione runica, e risale al 300-350. Oggi si trova presso il Museo Nazionale Danese di Copenaghen.

#### Fibula di Værløse

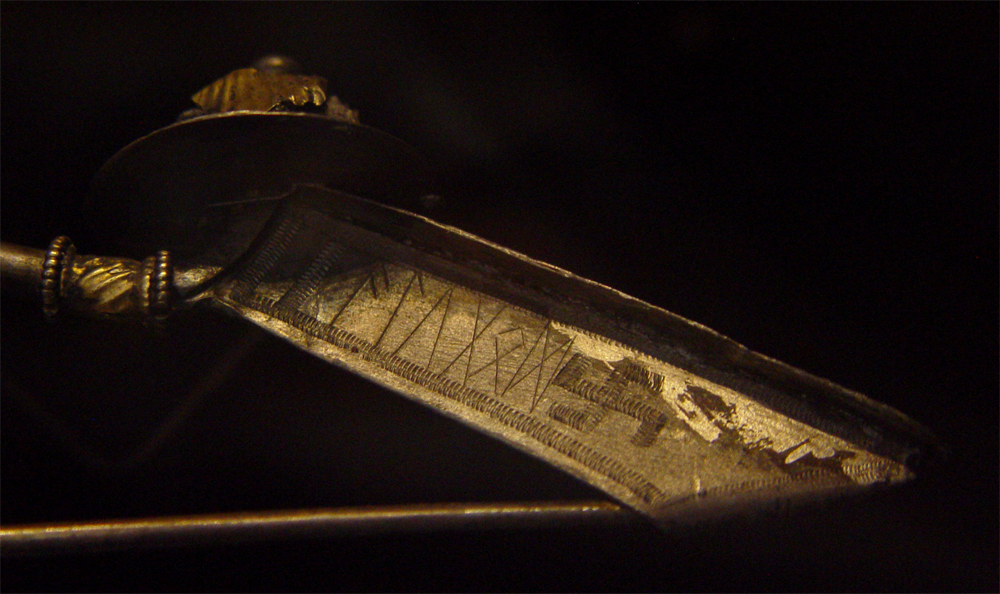
Dettaglio della fibula di Værløse, su cui si trova la scritta alugod seguita da una svastica

Una fibula d'argento del III secolo (DR EM85;123) proveniente da Værløse, Zealand (Danimarca), contiene l'incisione runica "alugod" seguita da una svastica. La fibula di Værløse si trova presso il Museo Nazionale della Danimarca.

#### Amuleto di Lindholm
L'amuleto di Lindholm (DR 261) è un frammento d'osso trovato in Scania, datato tra il II ed il IV secolo. Nell'iscrizione è presente il termine alu.

#### Urne di cremazione
Tre urne del V secolo rinvenute a Spong Hill, Norfolk, Inghilterra, contengono il termine alu impresso con lo stesso stampo in rune rovesciate.

#### Pettine di Setre
Il pettine di Setre è un pettine del VI o VII secolo contenente iscrizioni runiche. Il pettine è stato molto discusso dagli studiosi, dato che molti esperti affermano che l'iscrizione riporti il termine germanico alu e quello di Nanna, nonostante esistano dubbi riguardo al fatto che si tratti della divinità Nanna.